# Masako Togawa
Masako Togawa (23 de marzo de 1931-26 de abril de 2016) fue una cantante, actriz, tertuliana y escritora japonesa; autora de novela negra y policíaca traducida a numerosos idiomas.

## Biografía
Masako Togawa nació en Tokio (Japón). Desde muy pequeña, trabajó como cantante en cabarés consiguiendo una fama moderada. Sin embargo, su lanzamiento público se debió como novelista. En 1962 publicó La llave maestra (Ōinaru gen'ei) con la que obtuvo el prestigioso premio japonés de novela negra Edogawa Rampo. Sus dos siguientes novelas se convirtieron en superventas mundiales: Lady Killer (Ryōjin nikki 1963) y Un beso de fuego (Hi no seppun, 1985). 
Su carrera como actriz se basó en las adaptaciones televisivas que se hicieron de sus novelas policíacas. Además, fue actriz y guionista de la serie Playgirl de 1969 a 1974.